# Matlock Bath
Matlock Bath est une paroisse civile et un village du Derbyshire, en Angleterre.